# Marian Nieniewski
Marian Tadeusz Nieniewski vel Marian Tadeusz Podgajnik (ur. 2 lutego 1897 w Piotrkowie Trybunalskim, zm. między 16 a 19 kwietnia 1940 w Katyniu) – kapitan artylerii Wojska Polskiego, ofiara zbrodni katyńskiej.

## Życiorys
Był synem Antoniego i Walerii z Nałęcz-Nieniewskich. Student Wyższej Szkoły Handlowej w Warszawie. 
W 1915 został zwerbowany do Legionów Polskich przez komisariat Centralnego Biura Werbunkowego Departamentu Wojskowego Naczelnego Komitetu Narodowego w Piotrkowie. Od 1 września 1915 służył w 1. baterii 1 pułku artylerii. 
Wstąpił do Wojska Polskiego w 1919. Służył w intendenturze DOG Warszawa. 7 maja 1919 jako podoficer byłych Legionów Polskich pełniący służbę w 7 pułku artylerii polowej został mianowany z dniem 1 maja 1919 podporucznikiem artylerii. 30 lipca 1920 został mianowany z dniem 1 maja 1920 porucznikiem w artylerii. Służył wówczas w 2 pułku artylerii polowej Legionów. 19 stycznia 1921 został zatwierdzony z dniem 1 kwietnia 1920 w stopniu porucznika, w artylerii, w grupie oficerów byłych Legionów Polskich. Wziął udział w wojnie z bolszewikami. Na początku 1922 został zdemobilizowany.
W latach 1922–1934 posiadał przydział w rezerwie do 2 pułku artylerii polowej Legionów (od 31 grudnia 1931 – 2 pułku artylerii lekkiej Legionów). 29 stycznia 1932 został mianowany kapitanem ze starszeństwem z dniem 2 stycznia 1932 roku i 30. lokatą w korpusie oficerów rezerwowych artylerii. W 1934 roku pozostawał w ewidencji Powiatowej Komendy Uzupełnień Warszawa Miasto III. W 1939 posiadał przydział do 26 pułku artylerii lekkiej.
W sierpniu 1939 został zmobilizowany. Podczas kampanii wrześniowej wzięty do niewoli przez Sowietów. Początkowo był jeńcem obozu w Putywlu. W listopadzie 1939 został wysłany do Kozielska. Między 15 a 17 kwietnia 1940 przekazany do dyspozycji naczelnika smoleńskiego obwodu NKWD – lista wywózkowa  032/1 poz 38, nr akt 3166 z 14.04.1940. Został zamordowany między 16 a 19 kwietnia 1940 przez NKWD w lesie katyńskim. Zidentyfikowany podczas ekshumacji prowadzonej przez Niemców w 1943, wpis w dzienniku czynności z dnia  25.05.1943 pod nr 3169. Figuruje liście AM-250-3169 i Komisji Technicznej PCK: GARF-116-03169. Przy szczątkach Nieniewskiego znaleziono: legitymację oficera rezerwy, kartę mobilizacyjną, legitymację Krzyża Niepodległości, kartę pocztową. Znajduje się na liście ofiar opublikowanej w Gońcu Krakowskim nr 164 i Nowym Kurierze Warszawskim nr 160 z 1943.
Był żonaty z Lucyną z Okupskich (zm. 1967), miał syna Mariusza. Mieszkał w Warszawie. Żona i syn Janusz Witold (zm. 1934) zostali pochowani na cmentarzu Powązkowskim w Warszawie (kwatera 284a wprost, rząd 6, miejsce 6). Jest to także grób symboliczny Mariana Tadeusza Nieniewskiego.
5 października 2007 minister obrony narodowej Aleksander Szczygło mianował go pośmiertnie na stopień majora. Awans został ogłoszony 9 listopada 2007 w Warszawie, w trakcie uroczystości „Katyń Pamiętamy – Uczcijmy Pamięć Bohaterów”.

## Ordery i odznaczenia
- Krzyż Niepodległości – 7 lipca 1931 roku „za pracę w dziele odzyskania niepodległości”[22]
- Krzyż Walecznych[4]
- Krzyż Kampanii Wrześniowej – pośmiertnie 1 stycznia 1986[23]